# Alex Infascelli
 (août 2023).
Si vous disposez d'ouvrages ou d'articles de référence ou si vous connaissez des sites web de qualité traitant du thème abordé ici, merci de compléter l'article en donnant les références utiles à sa vérifiabilité et en les liant à la section « Notes et références ».
Pour les articles homonymes, voir Infascelli.
Alex Infascelli, né le 9 novembre 1967 à Rome dans la région du Latium en Italie, est un réalisateur, un acteur, un producteur et un scénariste italien. En 2000, il se fait remarquer avec son film noir Almost Blue, travail pour lequel il remporte le David di Donatello et le Ruban d'argent du meilleur nouveau réalisateur ainsi que le Ciak d'oro de la meilleure première œuvre.

## Biographie
Alex Infascelli est le fils de Roberto Infascelli, un producteur et réalisateur italien particulièrement prolifique au cours des années 1960 et 1970. Musicien de formation, il s'installe à Los Angeles en 1988. Il exerce des petits métiers pour vivre avant de travailler pour la compagnie Propaganda Films, célèbre à cette époque pour avoir produit la série télévisée Twin Peaks. Il travaille alors comme assistant réalisateur sur de nombreux clips musicaux avant de retourner en Italie ou il passe à son tour à la réalisation de clips, notamment pour le rappeur Frankie HI-NRG MC (it) pour qui il réalise les clips des singles extrait de son premier album en 1993 et 1994.
En 1994, il débute comme réalisateur au cinéma en tournant l'épisode Vuoto a rendere du film collectif De Generazione puis en réalisant l'épisode Se son rose pungeranno du film collectif Esercizi di stile en 1996.
En 1997, il achète les droits du roman policier Almost Blue de l'écrivain italien Carlo Lucarelli. Il réalise trois ans plus tard le film homonyme, Almost Blue, avec Lorenza Indovina, Andrea Di Stefano et Claudio Santamaria dans les rôles principaux. Il remporte un David di Donatello, un Ruban d'argent et un Ciak d'oro pour ce travail.
En 2003, il travaille avec les écrivains italiens Niccolò Ammaniti et Antonio Manzini à l'écriture du scénario du thriller Il siero della vanità qu'il réalise ensuite, avec Margherita Buy, Francesca Neri, Valerio Mastandrea et Barbora Bobulova dans les rôles principaux. Ce film est tiré de la nouvelle Il libro italiano dei morti d'Ammaniti.
En 2005, il est membre du jury des courts-métrages lors du festival international du film fantastique de Puchon. Il revient à la réalisation avec le film d'horreur H2Odio en 2006
Il réalise en 2008 trois des huit épisodes de la série télévisée policière Donne assassine, inspirée de la série argentine Killer Women. L'année suivante, il tourne la mini-série Nel nome del male sur une idée de la romancière Paola Barbato. L'acteur Fabrizio Bentivoglio joue le rôle d'un homme à la recherche de son fils et dont les investigations le mène sur les traces d'un secte dirigé par Vitaliano Trevisan.
En 2015, Infascelli termine un film-documentaire consacré à Emilio D'Alessandro, l'assistant et chauffeur de Stanley Kubrick pendant une trentaine d'années.
En 2017, il réalise le drame noir Piccoli crimini coniugali avec Sergio Castellitto et Margherita Buy dans les rôles principaux. Il s'agit d'une adaptation de la pièce de théâtre Petits crimes conjugaux du dramaturge et romancier Éric-Emmanuel Schmitt.
Comme acteur, il est l'auteur de quelques caméos dans ces réalisations. Il a également tenu quelques rôles de figuration dans divers films. Il est également crédité comme scénariste sur la majorité de ces films, téléfilms et mini-séries.

## Filmographie

### Comme réalisateur

#### Au cinéma
- 1994 : De Generazione, épisode Vuoto a rendere
- 1996 : Esercizi di stile, épisode Se son rose pungeranno
- 2000 : Almost Blue
- 2003 : L'ultimo giorno (it) (court-métrage)
- 2004 : Il siero della vanità
- 2006 : H2Odio (it)
- 2015 : S Is for Stanley - Trent'anni dietro al volante per Stanley Kubrick (it)
- 2017 : Piccoli crimini coniugali
- 2020 : Mi chiamo Francesco Totti (it)

#### À la télévision
- 2005 : A risentirci più tardi
- 2008 : Donne assassine
- 2009 : Nel nome del male

### Comme scénariste

#### Au cinéma
- 2000 : Almost Blue
- 2006 : H2Odio
- 2015 : S is for Stanley
- 2017 : Piccoli crimini coniugali

#### À la télévision
- 2005 : A risentirci più tardi
- 2009 : Nel nome del male

### Comme producteur
- 2003 : L'ultimo giorno (court-métrage)
- 2006 : H2Odio
- 2015 : S is for Stanley

### Comme acteur

#### Au cinéma
- 2000 : Almost Blue
- 2002 : Paz! de Renato De Maria
- 2003 : L'ultimo giorno (court-métrage)
- 2008 : I demoni di San Pietroburgo de Giuliano Montaldo
- 2014 : Sotto una buona stella de Carlo Verdone

#### À la télévision
- 2008 : Donne assassine
- 2009 : Nel nome del male
- 2009 : Moana d'Alfredo Peyretti

## Distinctions
- David di Donatello du meilleur réalisateur débutant en 2001 pour Almost Blue
- Ruban d'argent du meilleur nouveau réalisateur en 2001 pour Almost Blue
- Ciak d'oro de la meilleure première œuvre en 2001 pour Almost Blue
- David di Donatello 2016 : Meilleur film documentaire pour S Is for Stanley
- David di Donatello 2021 : Meilleur film documentaire pour Mi chiamo Francesco Totti